# Sant Pere Sallavinera
Sant Pere Sallavinera è un comune spagnolo di 146 abitanti situato nella comunità autonoma della Catalogna.